# Phaudopsis igneola
Phaudopsis igneola är en fjärilsart som beskrevs av George Francis Hampson 1900. Phaudopsis igneola ingår i släktet Phaudopsis och familjen bastardsvärmare. Inga underarter finns listade i Catalogue of Life.